# Tratado Pando-Noboa
El Tratado Pando-Noboa es la denominación que reciben el acuerdo suscrito entre el Ecuador y el Perú en 1832 consistentes en dos tratados de Amistad y Alianza primero y de Comercio inmediatamente después. Ambos tratados fueron firmados entre la República Peruana y el recién formado Estado del Ecuador en la ciudad de Lima el 12 de julio de 1832.

## Antecedentes
La confederación colombiana se disolvió en 3 estados independientes: Venezuela, Nueva Granada y Ecuador.
La postura peruana interpreta, que con la disolución de la Gran Colombia, desaparecieron completamente los vínculos jurídicos entre esa nación y el Perú, pues ya no tenía personalidad jurídica. En este momento, surgió una nueva personalidad jurídica, Ecuador, que envía una misión diplomática a Lima para negociar con el gobierno peruano.

## El tratado
El 12 de julio de 1832 se reunieron en Lima, capital de la República del Perú, el canciller de este país, José María Pando, y el Enviado extraordinario y ministro plenipotenciario del Ecuador en Lima, Diego Noboa. En esta reunión se suscribió el Tratado de Amistad y Alianza entre la República del Perú y el Estado del Ecuador, primer acuerdo bilateral entre ambos países. Inmediatamente después, ambos diplomáticos suscribieron un Tratado de Comercio entre la República del Perú y el Estado del Ecuador.
Este acuerdo establecía la amistad y alianza entre el Perú y Ecuador, la extensión de esa alianza a Bolivia y Chile, la mediación en los casos de conflicto de otros países, la obligación de someter los problemas a un árbitro y principios de nacionalidad de peruanos y ecuatorianos. Asimismo, sobre la cuestión de límites, decía:

Mientras se celebre un Convenio sobre arreglo de límites entre los dos estados, se reconocerán y respetarán los actuales.
Art. 14. Tratado de Amistad y Alianza Entre Perú y Ecuador (1832)

El tratado fue aprobado por los Congresos de ambos países, y fueron canjeadas las ratificaciones respectivas. La aprobación del Congreso ecuatoriano se dio el 13 de octubre de 1832 y el canje se efectuó el 27 de diciembre de 1832.

## Importancia del tratado para la República del Perú
Para el historiador peruano Jorge Basadre, la importancia de este tratado para el Perú radica en las siguientes razones:

1°) Porque es el único tratado mencionando los “límites”, firmado entre el Perú y el Ecuador, desde la fundación de esa República hasta 1887, en que ambos países pactaron el arbitraje.
2°) Porque confirma la caducidad del tratado de 1829.
3°) Porque reconoce el estado posesorio del Perú, o sea su derecho a Tumbes, Maynas y Jaén.

Asimismo, el historiador peruano Víctor Andrés Belaúnde, anota:

La disposición sobre límites consagraba el respeto a la Constitución Inicial del Perú. En el momento que se suscribe el pacto de 1832, el Perú continuaba ejerciendo plenamente su soberanía en Tumbes, en Jaén y en Maynas establecida desde su independencia.